# Vương Túc (Tam Quốc)
Vương Túc (chữ Hán: 王肃, 195 – 256) tự Tử Ung, quan viên, học giả nhà Tào Ngụy thời Tam Quốc trong lịch sử Trung Quốc.

## Thiếu thời
Túc là người huyện Đàm, quận Đông Hải .  Cha là Tư đồ, Lan Lăng Thành hầu Vương Lãng nhà Tào Ngụy, sanh ra Túc khi còn ở quận Cối Kê . Lên 18 tuổi, Túc theo Tống Trung (宋忠) đọc kinh Thái Huyền, còn chú giải sách ấy.
Trong niên hiệu Hoàng Sơ (220 – 226), Túc được làm Tán kỵ Hoàng môn thị lang. Năm Thái Hòa thứ 2 (228), Vương Lãng mất, Túc được tập tước Lan Lăng hầu.

## Nghị luận triều chánh
Năm thứ 3 (229), Túc được bái làm Tán kỵ thường thị. Tháng 8 ÂL năm thứ 4 (230), Đại tư mã Tào Chân đánh Thục, Túc dâng sớ căn ngăn, cho rằng đường sá hiểm trở, thời tiết mưa dầm, không thích hợp để chiến đấu. Tháng 9 ÂL, triều đình giáng chiếu cho quân Ngụy rút lui. Túc lại dâng sớ đề nghị noi theo lễ cũ, vào lúc phát tang cho đại thần đã mất, thì dâng hiến trái cây cho tông miếu; triều đình thi hành. Sau đó Túc lại dâng sớ đề nghị cắt giảm quan viên để tiết kiếm chi phí, khôi phục chế độ 5 ngày/1 buổi chầu.
Năm Thanh Long thứ 2 (234), Sơn Dương công Lưu Hiệp mất, Túc dâng sớ đề nghị truy tôn ông ta thụy hiệu Hoàng, Tào Ngụy Minh đế không nghe, truy thụy cho Lưu Hiệp là Hiếu Hiến hoàng đế. Sau đó Túc lấy vị Thường thị để lĩnh chức Bí thư giám, kiêm Sùng Văn quán Tế tửu.
Minh đế đại tu cung thất, khiến dân chúng bỏ dở trồng trọt, lại thêm lao dịch không hạn chế, hình phạt quá tùy ý. Năm thứ 3 (235), Túc dâng sớ can ngăn. 
Minh đế từng thảo luận với Túc về việc Hán Hoàn đế giết Bạch Mã (huyện) lệnh Lý Vân, ông cho rằng lời lẽ của Vân có phần quá khích, nhưng Hoàn đế cũng thiếu khoan dung. Minh đế lại thảo luận với Túc về việc Tư Mã Thiên biên soạn bản kỷ của Hán Cảnh đế và Hán Vũ đế; Minh đế cho rằng Tư Mã Thiên chịu cung hình, nuôi lòng oán hận nên mới làm ra 2 bản kỷ ấy; Túc lại khen Tư Mã Thiên có tài chép sử, Vũ đế đọc 2 bản kỷ ấy, nuôi lòng oán hận nên mới ném đi.

## Ra vào triều đình
Năm Chánh Thủy đầu tiên (240), Túc được ra làm Quảng Bình thái thú, gặp việc công  nên được trưng về, bái làm Nghị lang. Ít lâu sau, Túc được làm Thị trung, thăng Thái thường. Bấy giờ Đại tướng quân Tào Sảng chuyên quyền, trọng dụng bọn Hà Yến, Đặng Dương; Túc cùng Thái úy Tưởng Tế, Tư nông Hoàn Phạm bàn luận về chánh sự đương thời , Túc nghiêm sắc mặt nói: "Bọn chúng là bè lũ của Hoằng Cung (弘恭), Thạch Hiển (石显), lại dám nói bậy!" Tào Sảng nghe được, răn đe bọn Hà Yến rằng: "Hãy cẩn thận đấy! Công khanh đã sánh các anh với ác nhân đời trước rồi!" Sau đó Túc làm việc ở tông miếu mắc sai lầm, chịu miễn quan, rồi lại được làm Quang lộc huân.
Bấy giờ có hai con cá mình dài 1 thước, nằm ở trên mái của Vũ khố, quan viên phụ trách lấy làm điềm may. Túc nói: "Cá sống trong nước nhưng lại nằm trên mái nhà, loài có vảy đã mất chỗ ở của nó. Biên tướng gặp nguy cơ gì đến nỗi thất bại chăng?" Quả nhiên quân Ngụy thua quân Đông Ngô ở trận Đông Hưng (252). Sau đó Túc được dời làm Hà Nam doãn.
Năm Chánh Nguyên đầu tiên (254), Túc được làm Trì tiết kiêm Thái thường, hộ tống Pháp giá, đón tiếp Cao Quý hương công Tào Mao ở Nguyên Thành. Năm ấy, khói trắng xông lên trời, Đại tướng quân Tư Mã Sư hỏi duyên cớ, Túc đáp: "Đây là cờ của Xi Vưu đấy, phía đông nam có loạn chăng? Anh nên sửa mình để vỗ về trăm họ, khiến thiên hạ vui lòng mà quy phục, kẻ xướng loạn ắt diệt vong trước đấy!"  Mùa xuân năm sau (255), Trấn đông tướng quân Vô Khâu Kiệm, Dương Châu thứ sử Văn Khâm nổi dậy, Tư Mã Sư hỏi kế Túc, ông cho rằng gia thuộc của tướng sĩ Hoài Nam đều ở nội địa, chỉ cần ngăn cản họ tiến lên thì phản quân sẽ tan vỡ như Quan Vũ ngày xưa bị Đông Ngô đánh úp vậy!  Tư Mã Sư nghe theo, phá được Vô Khâu Kiệm, Văn Khâm. Sau đó Túc được thăng làm Trung lĩnh quân, gia Tán kỵ thường thị, tăng ấp 300 hộ, kể cả trước đây là 2200 hộ.
Năm Cam Lộ đầu tiên (256), Túc mất, môn sanh mặc tang phục có đến vài trăm. Triều đình truy tặng Túc làm Vệ tướng quân, thụy là Cảnh hầu.

## Gia đình

### Vợ
- Dương thị (? – 225), được Tấn Vũ đế truy tặng Bình Dương Tĩnh quân.
- Vợ kế Hạ Hầu thị được Tấn Vũ đế truy tặng Huỳnh Dương hương quân.[6]

### Con
Túc có tám con trai, sử cũ chỉ chép tên của 4 người: Vương Uẩn, Vương Tuân, Vương Kiền, Vương Khải. Vương Uẩn được kế tự. Uẩn mất, không có con, nên hầu quốc bị trừ bỏ. Năm Cảnh Nguyên thứ 4 (263), Vương Tuân được phong Lan Lăng hầu. Năm Hàm Hi đầu tiên (264), triều đình thiết lập chế độ Ngũ đẳng tước, xét Túc có công với tiền triều, cho Tuân đổi phong tước Thừa (huyện) tử.
Túc cũng có ít nhất bốn con gái: một là Vương Nguyên Cơ, được gả cho Tư Mã Chiêu, sanh ra Tấn Vũ đế Tư Mã Viêm, Tề Hiến vương Tư Mã Du; 2 người được gả cho các nhà họ Trịnh, họ Lưu, đều được Tấn Vũ đế phong tước Hương quân; 1 người khác được gả cho thành viên sĩ tộc họ Khoái ở Tương Dương là Khoái Quân (con trai của Khoái Lương).

## Tác phẩm
Túc sớm ưa học thuyết của Giả Quỳ, Mã Dung, mà không thích Trịnh Huyền, lựa chọn và tập chọn những điều đồng – dị, làm truyện của kinh Thư, kinh Thi, Luận ngữ, Tam lễ (Nghi lễ <仪礼>, Chu lễ <周礼>, Lễ ký <礼记>), Tả truyện, rồi biên tập tác phẩm Dịch truyện của Vương Lãng, đều đưa vào Học quan . Ngoài ra Túc còn bàn luận về các vấn đề của triều đình: điển chế, tế Giao, tông miếu, tang ma, nặng nhẹ,... cả thảy hơn 100 thiên. Tùy thư – Kinh tịch chí ghi nhận cho đến đời Đường, tác phẩm của Túc còn lưu hành ở đời có hơn 20 bộ, hơn 190 quyển, nhưng ngày nay phần lớn đều đã thất lạc.
Mã Quốc Hàn (马国翰) – Ngọc Hàm sơn phòng tập dật thư (玉函山房丛书) tìm lại được vài tác phẩm: Chu Dịch Vương thị chú, Lễ ký Vương thị chú, Thượng thư Vương thị chú đều còn 2 quyển; Chu Dịch Vương thị âm, Mao thi nghĩa bác, Mao thi tấu sự, Mao thi vấn nan, Tang phục kinh truyện Vương thị chú, Vương thị tang phục yếu ký, Xuân Thu Tả truyện Vương thị chú, Luận ngữ Vương thị nghĩa thuyết, Hiếu kinh Vương thị giải, Thánh chứng luận, Vương tử chánh luận đều còn 1 quyển; Mao thi Vương thị chú còn 4 quyển; cả thảy 15 bộ, 21 quyển. Toàn Tam quốc văn (全三国文) dành riêng quyển 23 cho Túc, ghi chép 35 văn bản của Túc ở nhiều thể loại: phú, biểu, sớ tấu, tụng, giải tự, thư, từ,... còn nhắc đến Thánh chứng luận có 12 quyển, Khổng tử gia ngữ có 21 quyển, Vương tử chánh luận có 10 quyển, Văn tập có 5 quyển. Nhưng Thánh chứng luận, Vương tử chánh luận và Văn tập chỉ còn như trên, riêng Khổng tử gia ngữ (孔子家语) được Tứ khố toàn thư thu lục, hiện còn 10 quyển.

## Hình tượng văn học
Túc là nhân vật nhỏ trong Tam quốc diễn nghĩa, xuất hiện ở hồi 110: Văn Ương một ngựa thoái quân hùng, Bá Ước men sông phá giặc lớn. Túc được làm Thái úy nhà Tào Ngụy, hiến kế cho quyền thần Tư Mã Sư dẹp loạn Vô Khâu Kiệm, Văn Khâm. Sau cái chết của Tư Mã Sư, Tư Mã Chiêu đem quân đến đóng đồn ở bờ nam Lạc Thủy, khiến Ngụy đế Tào Mao giật mình, Túc bèn khuyên Tào Mao cấp quan chức cho Chiêu để ông ta yên lòng. Tào Mao bèn sai Túc tuyên chiếu lấy Chiêu làm Đại tướng quân, Lục thượng thư sự.